# Australimyzidae
Australimyzidae zijn een familie uit de orde van de tweevleugeligen (Diptera), onderorde vliegen (Brachycera). Wereldwijd omvat deze familie één geslacht en 9 soorten.

## Soorten
- Geslacht Australimyza Harrison, 1959[1]
  - Australimyza australensis (Mik, 1881)
  - Australimyza glandulifera Brake & Mathis, 2007[2]
  - Australimyza kaikoura Brake & Mathis, 2007[2]
  - Australimyza longiseta Harrison, 1959[1]
  - Australimyza macquariensis (Womersley, 1937)
  - Australimyza mcalpinei Brake & Mathis, 2007[2]
  - Australimyza salicorniae Harrison, 1959[1]
  - Australimyza setigera Harrison, 1959[1]
  - Australimyza victoria Brake & Mathis, 2007[2]